# 一式三十七粍砲
一式三十七粍砲（いちしきさんじゅうななみりほう）とは、大日本帝国陸軍が1941年（皇紀2601年）に開発を開始した口径37mmの対戦車砲（速射砲）。

## 概要
1930年代中頃より九四式三十七粍砲は主力対戦車砲として多数配備され、ノモンハン事件など実戦において一定の成功を収めたが、1940年代初頭には明らかに威力不足となりつつあった。
1940年（昭和15年）5月より九四式三十七粍砲の威力増大を狙い砲口初速を800m/sに高めるための研究が行われたが、大幅な改良が必要であることが判明した。
そのため1941年（昭和16年）7月、新規に「試製一式三十七粍砲」の研究(設計の着手は同年6月)が着手され、昭和16年末までに試製砲6門が竣工した。
本砲は九四式三十七粍砲と比較して砲身長及び薬室容積を増大し、砲口初速800m/sを狙ったが試験中に砲尾が脱底し、死亡事故を起こすなど抗堪性に問題を生じた。
またこの頃には37mm級対戦車砲は威力的に限界を迎えつつあり、さらに一式機動四十七粍砲の実用化の見通しもついていたため、本砲の開発は後回しとされた。
本砲は試作当初に砲身命数が400～800発程度と著しく低いという問題が発生したが、1943年（昭和18年）7月より腔線のクロムメッキ処理や腔線深さの減少、
装薬に一号帯状薬を用いて砲口初速を15m/s下げ785m/sにするなどの各種修正を施し、最終的に砲身命数は3000発に改善した。
これらの改善によって、同年末に本砲は制式制定された。
性能は3.7 cm PaK 36（ラ式三七粍対戦車砲）にほぼ匹敵する。

## 構造
本砲の砲身は単肉自緊砲身であり全長1850mmの50口径、閉鎖機は水平鎖栓式で自動式開閉装置を採用している。
駐退復坐機は水圧駐退バネ復坐式。照準眼鏡の倍率は4倍(四十七粍砲と同形式)であった。開閉式砲架を採用し、車輪中径は900mm。
本砲の全備重量は約350kg。放列砲車重量は335kgで馬1頭により牽引されるか4頭の馬に駄載して輸送、または人力で運搬した。

## 装甲貫徹能力
本砲は主任務である対戦車射撃用には一式徹甲弾(弾量0.72kg、全備筒量1.57kg、一式徹甲小一号弾底信管)、また軟目標射撃用には一式榴弾(全備筒量1.48kg、一〇〇式小瞬発信管)を使用した。
1942年5月の資料によれば、本砲（試作時の名称は試製三十七粍砲）は、試製徹甲弾である弾丸鋼第一種丙製蛋形徹甲弾（一式徹甲弾に相当）を使用した場合、以下の装甲板を貫通するとしている。
- 200mで55mm（第一種防弾鋼板）/32mm（第二種防弾鋼板）
- 500mで46mm（第一種防弾鋼板）/27mm（第二種防弾鋼板）
- 1,000mで34mm（第一種防弾鋼板）/21mm（第二種防弾鋼板）
- 1,500mで26mm（第一種防弾鋼板）/16mm（第二種防弾鋼板）

## 生産
本砲は1943年（昭和18年）末に制式制定されたが、大戦後半という時期もあり少数しか生産されなかったとされる。

## 派生型
本砲の派生型としては以下の火砲がある。
一式三十七粍戦車砲
1941年から開発された戦車砲。本砲と弾薬の互換性あり。
らく号三十七粍砲
らく号一式三十七粍砲